# Зайцев, Алексей Николаевич (генерал-полковник)
Алексей Николаевич Зайцев (12 марта 1924, Сутупово, Данковский район — 2014, Минск) — советский военачальник, генерал-полковник (1983). Депутат Верховного Совета УССР 9-го созыва.

## Биография
Родился 12 марта 1924 года в крестьянской семье. Окончил семилетнюю Перехвальскую школу Данковского района.
В 1941 году окончил Данковское педагогическое училище и работал учителем Перехвальской семилетней школы.
В Красной Армии с октября 1941 года, участник Великой Отечественной войны. Воевал под Можайском на Западном фронте, был ранен, долгое время лечился в московском госпитале.
В 1943 году окончил Саранське пехотное училище. Командовал пулеметным взводом, был командиром отдельной разведывательной роты, заместителем начальника штаба (по разведке) 48-го полка 38-й стрелковой дивизии 47-й армии Воронежского, 1-го Украинского фронтов.
Член ВКП(б) с 1944 года.
После войны продолжил службу в Советской Армии. Служил адъютантом начальника штаба Киевского военного округа, затем был командиром взвода в гарнизоне города Глухова Сумской области, начальником физической подготовки полка, окончил военные курсы в Ленинграде.
В 1953 году окончил факультет тактики Военно-педагогического института.
С 1957 — начальник штаба мотострелкового полка. Служил заместителем, а с 1960 — командиром учебного мотострелкового полка.
С 1965 г. — заместитель командира, командир мотострелковой дивизии.
В 1967 году окончил Военную академию Генерального штаба Вооруженных Сил СССР. С декабря 1968 года командовал 68-й мотострелковой дивизией Северо-Кавказского военного округа (управление дивизии — Урюпинск). Затем — заместитель начальника штаба воинского соединения Туркестанского военного округа, командир корпуса.
В феврале 1973 — августе 1975 г. — командующий 13-й армией Краснознаменного Прикарпатского военного округа.
В сентябре 1975—1980 г. — 1-й заместитель командующего войсками Южной группы войск (Венгрия).
В 1980—1985 г. — 1-й заместитель командующего войсками Краснознаменного Одесского военного округа.
В 1985—1990 г. — главный военный советник Вооруженных Сил СССР при Революционных Вооруженных Сил Республики Куба.
Затем — в отставке. Жил в Минске.
Умер в 2014 году. Похоронен на кладбище «Колодищи» в посёлке Глебковичи Минского района Минской области.

## Воинские звания
- генерал-майор (29.04.1970)
- генерал-лейтенант (4.11.1973)
- генерал-полковник (22.02.1983)

## Награды
- орден Ленина
- три ордена Красного Знамени
- два ордена Красной Звезды
- два ордена Отечественной войны 1-й ст.
- орден Отечественной войны 2-й ст.
- медали

## Сочинения
- Зайцев А. Н. На острие красных стрел. — М.: Воениздат, 1988. — 224 с. — (Военные мемуары). — ISBN 5-203-00052-2.
- Зайцев А. Н. Приказано провести поиск. // Военно-исторический журнал. — 1986. — № 5. — С.51-55.